# Carsten Haitzler
Carsten Haitzler (ur. 1975 w Nigerii) – inżynier oprogramowania, w społeczności open source znany jako Raster lub Rasterman.
Jest twórcą i głównym deweloperem menadżera okien Enlightenment przeznaczonego dla systemów UNIX/Linux. Aktualnie pracuje dla projektu OpenMoko.